# روبرت موران
روبرت موران (بالإنجليزية: Robert Morin)‏ (و. 1949 – م) هو مخرج سينمائي، وكاتب سيناريو، ومصور سينمائي، وممثل من كندا. ولد في مونتريال. 

## جوائز
حصل على جوائز منها:
- Prix Albert-Tessier [الإنجليزية]‏.

## وصلات خارجية
- روبرت موران على موقع IMDb (الإنجليزية)
- روبرت موران على موقع ألو سيني (الفرنسية)
- روبرت موران على موقع أول موفي (الإنجليزية)
- روبرت موران على موقع قاعدة بيانات الفيلم (الإنجليزية)
- روبرت موران على موقع ليتربوكسد (الإنجليزية)
- روبرت موران على موقع كينوبويسك (الروسية)